# 日本における国際的な子の連れ去り

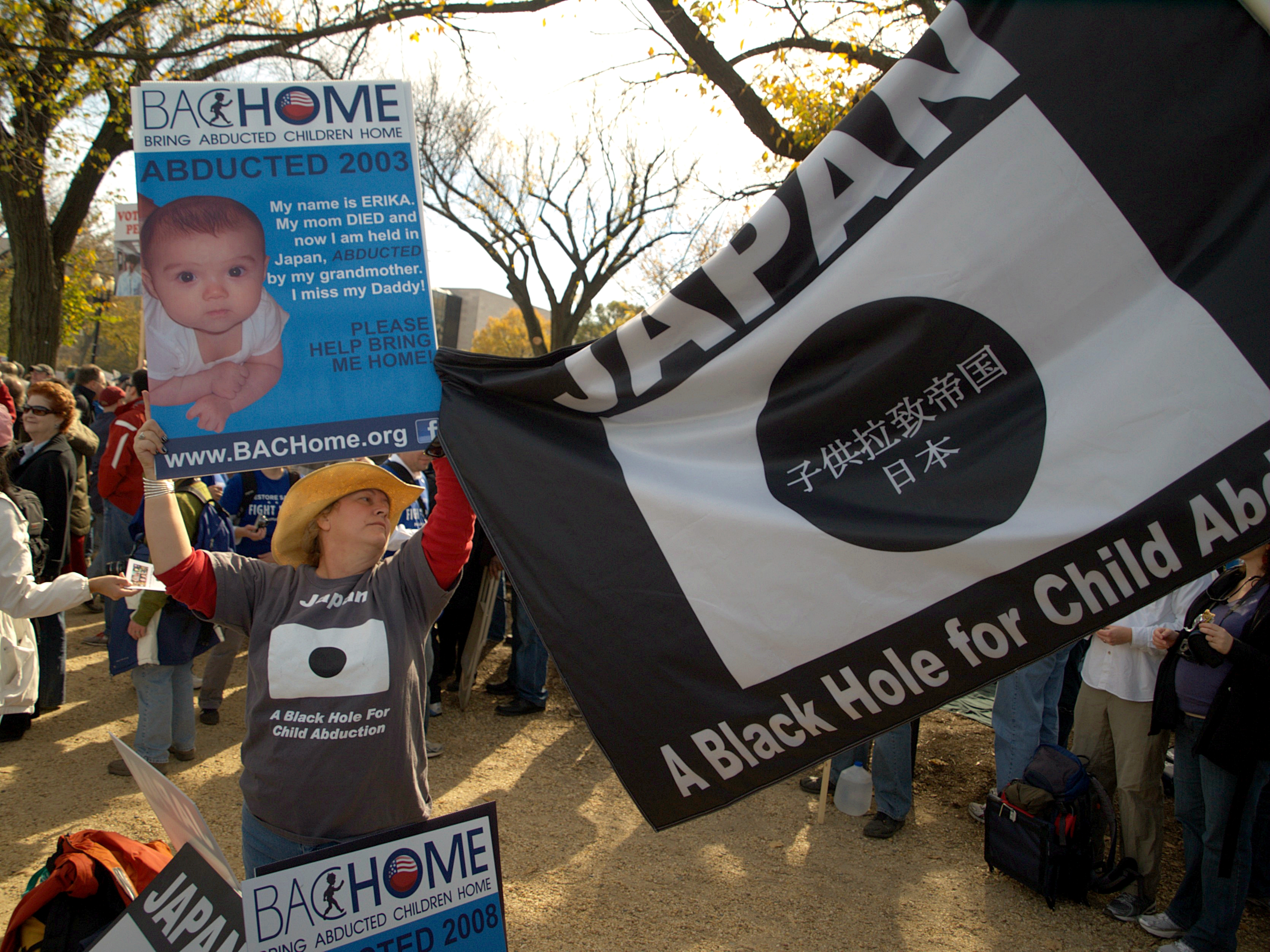
ワシントンD.C.で行われた拉致被害者の親達によるデモ行進

日本における国際的な子の連れ去り（にほんにおけるこくさいてきなこのつれさり）とは、日本と諸外国の間に生じている民事領域における国際問題である。本項では、事象そのものと、それに関連する国際的な子の奪取の民事上の側面に関する条約、児童の権利に関する条約等について概説する。

## 概要
日本における国際的な子の連れ去り（以下、拉致とも）とは、多くの場合では一方の親が日本人であり、「外国から日本」または「日本から外国」への違法な拉致を指すことが多い。ただし、一部には日本人以外の親が、日本の慣習を援用するために拉致した子どもを連れて日本入国するケースも存在する。こうした問題は、国際結婚の数が増えるにつれて増大の一途をたどってきた。例外的な状況を除いて、一般的に児童拉致は子の福祉への有害性があると指摘されている。
2014年4月1日以降、日本は国際的な子の奪取の民事上の側面に関する条約加盟国であり、国際的に拉致された子どもたちは居住地に速やかに返還しなければならない。国際的な子の拉致の問題は、日本と西側諸国の大多数との間で、当事国間に重大な懸念を引き起こす原因となっていたため、国会は2013年に条約加盟を承認したものである。

## 親による子供の拉致
いくつかの国では、国際的な子どもの拉致は第三者による金銭目的の誘拐と同列の重罪とされてきた。米国においては、国際親子犯罪法93条（International Parental Kidnapping Crime Act of 93）でそのように定められている。また英国では、親権者による一カ月を超える連れ去り行為は、1984年児童虐待法によって「拉致」と定められている。
CNN東京支局の米国大使館関係者への取材によれば、日本は「二国間で離婚や育児について全く異なったアプローチをしている」。子の拉致は日本では犯罪ではない。しかし、日本国内での親による子の拉致についての検挙報告は、日本において時折報道されており、CNN報道の上述の報道と矛盾があった。日本では親による子供の拉致について、拉致者の民事責任（または一部の国の刑事責任）は法的に定義されていない。

## 国際的な子の拉致に関する統計

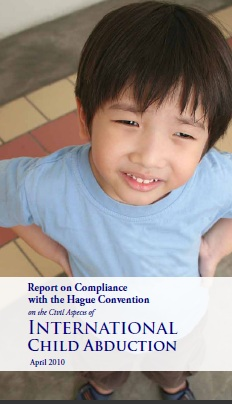
国際的な子の奪取の民事面に関するハーグ条約の遵守報告書

毎日新聞の西川めぐみは、日本で約200件の紛争があったと論評を述べている。アメリカ合衆国国務省によれば、国際的な子の拉致について親子の帰国や面会交流の実現に関する日本の裁判所の判断は厳しく、アメリカにおいて養育者の指定について一定の強制権が発動されている場合であっても日本の家庭裁判所が米国への返還を決定することはなかったという。

### 事件総数の増加
米国大使館によれば、2005年から2009年にかけて、オーストラリア、カナダ、フランス、英国、米国から日本への子どもの拉致は従前の4倍に増加している。

### オーストラリア
在日本オーストラリア大使館によると、2007年1月時点で未解決の拉致事件は少なくとも13件ある。オーストラリアは、他の国と違い、親による子の拉致事件に関する全国的な統計を有しておらず、また家族法や少年問題に関するメディア規制が厳しいことから判明していない事例も多数あり、上述の13件以外にも拉致被害がある可能性がある。

### カナダ
2008年3月時点で未解決の日本への拉致は29件あり、カナダ政府が認知する国際的な子の奪取の加害国としては、日本が最も件数が多い。カナダ大使館が取り扱った子の親権と家族関連の問題に関する支援件数は2006年に21件、2007年に31件あった 。

### フランス
2009年12月時点で、日本が関与する、親によるフランス国民である子の拉致は、35件がフランス政府に認知されていた。

### イギリス
2003年から2009年にかけて、親族の手によって日本へ拉致された英国人については累計37件報告されており、いずれも解決されていない。
ガーディアン紙の報道によれば、実際には2008年だけで336件の子の国際拉致事件があり、英国から拉致された470人の拉致加害親が海外で逮捕されている（2005年から20％増加）。国別の逮捕件数はパキスタン（事件数30件）、米国（同23件）、アイルランド（同22件）、スペイン（同21件）の順となっている。他、オーストラリア、フランス、エジプトが含まれている。
未成年者の福祉を目的とした情報公開制限により、親による国際的な拉致事件があまり公表されていないなか、ガーディアン紙は事例を報告している。記者がロンドンの家庭裁判所に調査取材したところ、一日に取り扱われる事件数14件のうち8件が子どもの拉致に関するものであった。ガーディアン紙は同記事において国際的な子の拉致問題の拡大を示唆している。2008年一年間に英国が認知した国際犯罪の実に約40％（336事件中134事件）が、ハーグ条約未加入国であるバングラデシュ、ロシア、イラク、ナイジェリアなどとの間の子の連れ去りに関するものであった。移民や国際結婚が一般化するにつれ、この問題は悪化が予想されている。
またインデペンデント紙は、「国際的な子の拉致再統合センター」への取材により、親による拉致被害児童の43％が、海外に移送後しばしば強制的に結婚させられている事が判明しており、さらに報告されていない人権侵害を受けている可能性がある事を示唆している。

### アメリカ合衆国
米国国務省による報告では、2009年時点で2000件以上の子の拉致に関する事件があり、米国から約3000人の子ども達が他国に拉致されたか、海外で不正に拘禁、すなわち自由に米国に帰国できない状況に置かれていた。加害国としてはメキシコ（拉致事件数316件）、カナダ（同57件）、イギリス（同42件）、日本（同37件）、インド（同35件）、ドイツ（同34件）、ドミニカ共和国（同25件）、ブラジル（同21件）、オーストラリア（同18件）、コロンビア（同17件）等であった。このうち日本とインドのみが2009年時点でハーグ条約非加盟国であった。
国際的な移住の増加とともに、子の拉致問題は年々増加しており、2009年には、両親によって日本へ拉致されたままとなっている子どもの数は104人にのぼり、29例では、被害親が子に面会すらもできない状況であった。2009年12月時点で新規に79件100人の子の拉致が認知されている。国務省の関係者によれば、2008年時点で外交的または法的手段の結果として子どもが米国に帰還したことはない。さらに、大使館関係者によれば、子どもが米国に帰還した例は3例に過ぎず、そのうち2例が和解、残り1例は15歳の子が自力でアメリカ大使館に逃亡したものだった。

### その他の国
グローバルポストのジャスティン・マッカリーによれば、日本人とアジア諸国出身の配偶者との結婚が失敗した場合の国際的な子の拉致の事件については、認知されていないものがはるかに多い。フランス国外人権委員会（AFE）の日本・北アジア地区代表のティエリーによれば、日本では離婚や紛争を伴う別居によって毎年10000件以上、人数にして166000人以上の子ども達が一方の親から分離されており、その中には多くの二重国籍の子ども達が含まれている。

### 国際結婚と国際離婚
日本と外国人の国際結婚件数は1980年には年間7261件にすぎなかったが、1990年代以降劇的に増加した。2019年の外国人人口が総人口の約2.09％、2018年の国際結婚は結婚総数（58万6481件）の内2万1852件で3.7％を占めている。
無論、国際結婚の増加と同時に、国際離婚件数は増加している。国際離婚件数は1992年の7716件から2018年には1万1044件に増大した。日本国内の離婚件数に占める国際離婚の割合は、2018年時点で総数20万8333件の5.30%を占めている。
また、近年日本では全体的な傾向として親の離婚を経験する子どもたちが増加しており、1990年には20歳未満の子どもの5.24％（169624人）が両親の離婚を経験していたところが、2007年時点では10.53％（245,685人）と顕著に増加しており、実に10人に1人になっている。
上述のフランス国外人権委員会（AFE）の日本・北アジア地区代表によれば、毎年166000人の子ども達が一方の親から分離されており、そのうち、約1万人が二重国籍の子ども達であり、外国人の親が日本国籍を持つ子どもと分離された場合には、「日本人の配偶者等」の在留資格をはく奪され、面会交流を維持できなくなる事態に直面している。

## 日本における離婚、連れ去り、面会交流
国立人口社会保障研究所のデータによれば、1970年には離婚で母親が単独親権を得る例は約50％に過ぎなかったが、2004年には約80％で母親が子どもの親権を獲得している。類して、米国では、父親が単独あるいは共同親権を獲得するケースは全体の約26％、母親または父親以外の誰かが親権を獲得するケースは全体の74％となっている。
フランスや米国などの一部の国では、子どもがいる夫婦の離婚の場合、両親の共同養育が法律で定められているが、日本の法律ではこのような取り決めはない。日本で多くの子の拉致事件を処理してきたジェレミー・D・モーリー弁護士によれば、離婚後の子どもの親権を両親それぞれが維持するという考え方は、日本人の文化や歴史にはないため、日本法にそのような思想はほぼ皆無である。日本では結婚が合法的に解消されると、一方の親にのみ親権と親権が与えられ、分離された「非監護親」は肉親であるにもかかわらず子どもから完全に分離される。日米法制度研究の専門家である田瀬隆雄氏の研究によれば、親権を保持する親と親権を保持しない親権親の違いに関する考え方は、米国においては非親権者も法的には親だが、日本においてはそうとは認識されず、日米二つの文化の間で考え方は根底的に異なっている。田瀬によれば、離婚後に父親に子どもの親権が認められていた時代、離婚の1年後に父親が再婚すれば、実母に何の通知もされないまま養子縁組が認められ、実母が実子を取り戻そうとしても血縁関係は重視されることなく、ほぼ確実に敗訴した。さらに、日本では、非親権者に何らかの親としての権利を認める事は、将来の紛争の原因となり子の福祉に害を及ぼすとして、肉親と子の間の親子関係の永久的な断絶が望ましいものと考えられてきた。ジャパンタイムズによれば、日本の法曹専門家は共同親権が子の福祉に与える影響について、きわめて懐疑的である。理由は単に、子どもが両親の間を行き来する事は子の生活に多忙をもたらすためである。
これまで日本では、離婚後に非監護親が子どもの支援のために養育費を払う事はほとんどなく、子どもと面会することもなかった。面会交流などに関する日本の家庭裁判所の判決は強制力が伴わない。その強制力の欠如が根本原因の一つとなり、裁判所は離婚する夫婦の仲裁において、面会交流調停による双方の同意をきわめて重視してきた。面会交流調停が破綻した場合、裁判所は制度的には介入が可能であり、民法第819条の規定により親権者決定の権限を有しているが、日本の法制度ではプライマリカストディアンまたは養育者は「継続性の原則」によって決定されることが一般的であり、日本での調停開始時点で子どもと物理的に同居している親、言い換えれば、元々の居住国から子どもを連れ去った拉致親がこの原則によって親権者に決定される可能性が非常に高い。同志社大学法学部のコリン・P・A・ジョーンズ教授によれば、日本の法律では子どもの権利が認知されていないと指摘し、非監護親と子どもの面会交流が、監護親の権利か非監護親の権利か、あるいは子ども自身の権利かについて学問的な議論が、日本においては21世紀になってもいまだに継続していると指摘している。実際、日本の最高裁判所は2000年、面会交流は親・子どちらの権利でもないと主張している。
したがって、日本においては面会交流の審判の結果が出たとしても、実際の面会交流は親権者（婚姻中の別居の場合は監護親）の協力の下においてのみ実現可能であり、強制力はない。米国国務省はこれについて、「日本の家庭裁判所の判決の遵守は本質的に任意であり、両親の合意がない限り、いかなる判決も実行不能になる」と述べている。結果として、法的強制力によって面会交流（または子の監護や扶養）を実現しようとすることは、日本においては不可能である。
ハーグ条約批准国82か国の間でも、親権に関する取扱は国によって異なる。日本においては、戦後行動成長期に母親が通常単独または主たる監護権を得る形が一般化したが、その間に他の先進国では、共同養育および共同親権に移行する機運が高まっていった。親権者決定は、日本のように単独親権の国でも共同親権の国々でも、何らかの法的問題となることがある。共同親権を導入しているイギリスでも、父親の権利団体は、児童扶助法の改正や、両親の児童扶養、育児への参加、子どもとの面会交流、裁判所命令の執行力の強化を主張している。

### 戸籍制度
日本の親権制度には戸籍という独特の制度があり、外国人が日本人と結婚した場合、外国人の配偶者の名前は結婚した時点で日本人配偶者の戸籍に記録される。日本国籍がないため、配偶者には独自の籍は存在しない。
日本国籍である子どもが生まれると、日本人配偶者の養戸籍に子の項目が記入されるが、離婚した場合には、外国人配偶者は戸籍から削除されるものの、子の戸籍は親権に関係なくそのまま日本国籍の親の戸籍に残される。この点において、戸籍制度と親権制度は連動していないのである。特に、日本では協議離婚の場合には裁判所ではなく市町村役場で手続き可能であり、手続きの際に日本人配偶者の戸籍に子の名が残る事が、日本人と離婚した外国人は自動的に子の親権を失うという誤解が広まるきっかけとなっている。
また、親権者が死亡した場合、親権者の親権が譲り渡されるとの誤解もあるが、親権者の死後も親権者の新しいパートナーや祖父母が、主たる監護者として指定を受けるため、生存しているもう片方の親に親権が移されることはない。

## 関連する条約

### ハーグ条約
- 国際的な子の奪取の民事上の側面に関する条約を参照。

#### 署名国の動向
2009年当時、G8メンバーのうち日本とロシアだけがハーグ条約未加盟国であった。82の署名国の大半は共同親権がすでに導入されているヨーロッパ、北米、南米、オーストラリアの先進国だった。条約は遡及的ではないため、日本のハーグ条約署名後も、署名時点で進行中の事件は解決できず、日本の家族法の下で面会交流の審判による救済が求められていた。同条約は、批准後に拉致された子どもの返還以外にも第四章において接触、すなわち面会交流の実施に関する項目を含んでおり、その第21条第一項には「接触の権利の内容を定め、又はその効果的な行使を確保するように取り計らうことを求める申請は、締約国の中央当局に対して、子の返還を求める申請と同様の方法によって行うこと ができる。」第二項には「中央当局は、接触の権利が平穏に享受されること及び接触の権利の行使に当たり従うべき条件が満たされることを促進するため、第七条に定める協力の義務を負う。中央当局は、接触の権利の行使に対するあらゆる障害を可能な限り除去するための措置をとる。」と明記されている。これは、日本の民法において歴史的に面会交流が重視されていない事とはきわめて対照的である。
ハーグ条約において、拉致された子どもたちは、拉致前に「本来居住していた家」に戻されることになっている。子の拉致を重罪と規定している国に対しては、インターポールは監護親を拉致犯として通知することができ、拉致親は他国滞在中に逮捕される可能性もある。条約は、当事国の家庭裁判所の判決を他の国が認めることを必要とせず、署名国が拉致された児童の所在を知覚した場合には、速やかに本来の居住地に戻すことを要求している。日本人親族による子どもの連れ去りや連れ戻しは、事実上保護者による犯罪とみなされる。日本の裁判所はこれまで子どもの親権者決定に際して「現状維持」を重視してきたが、条約発効後は、これまでより強い強制力の発動力が必要とされている。しかしながら、ハーグ条約発効後も、日本の裁判所の判決により国際的な子の連れ去り事件が解決する事例はほとんどない。

#### 批准までの日本の動向
一橋大学で国際民事法を専門とする横山潤氏は、2006年に東京のカナダ大使館で開催された児どもの拉致に関する共同シンポジウムにおいて「1980年に条約が発効した際には日本は低所得国であり、ハーグ条約に加わる必要はなかったが、現時点では国際結婚の数も増加し、状況は同じではない。外務省広報担当によれば、大臣は条約に反対しておらず、「現在、日本国民への支援は十分ではない」と述べている。
2008年、英字紙Japan Todayは、2010年までに日本が条約締約国になると報告した が、報告は後に不正確であることが判明した。
2009年5月、米国大使館で開催された共同シンポジウムにおいて、カナダ、フランス、英国、米国の大使館関係者が、日本のハーグ条約署名を求める共同声明を発表した。クリストファー・サボイアくん事件以降、2009年10月にはオーストラリア、イタリア、ニュージーランド、スペインからも追加の支持声明があり 、岡田外務大臣(当時)が、日本の署名について検討中と述べると同時に、未解決の問題には取り組むが、世論を考慮する必要もあると、国内世論反発の可能性について言及した。
日本人の親による子の拉致事件に取り組んできたジェレミー・モーリー弁護士によると、日本の家族法はハーグ条約の各条項と整合性がなく、日本が署名するためには法律の抜本的な改正や新法導入が必要である。ハン・バン・ルーン国際民事条約事務局長は、日本の民法は、両親間の合意によって決定されない場合、子の最善の利益に基づいて問題を解決することが強調されているが、家庭裁判所の判決に強い強制力はなく、遵守するかどうかは本質的に両親の自主性に任されていて、両親の合意がなければ判決を下すことも極めて困難であると述べている。ハーグ国際私法会議・判決プロジェクト研究会委員及び特別委員会において政府代表をつとめた東北大学の西谷裕子准教授は「日本がハーグ条約に署名しない真の理由は、同国に強制的な仕組みが存在しないためであり、条約への署名は、これらの欠陥を露呈させることになるだろうと述べている。
同時期、外務省関係者は、「民事には干渉しない」と述べている。
日本の家事関連法を変更し条約署名の前提条件を揃えるには、少なくとも1年はかかるだろうと言われていた。2011年には法案が早期導入される可能性があり、条約が要求する効果的な執行措置を実施するための障壁となる現行法の課題点について、行政機関と司法当局からの提示を受け、日本政府は最終的に、条約批准を検討する副大臣級の作業部会を設立し、2014年に、正式に日本はハーグ条約の締約国となった。以降、条約は150以上の事件の解決に大きな影響を与えている。

### 児童の権利条約
- 日本は、子どもの基本的な市民的、政治的、経済的、社会的、文化的権利について明記した児童の権利に関する条約に署名している。条約の各条項は以下の通り、国際的な児童虐待と児どもの拉致に関連している[78]。

#### 第7条および第8条
- 児童は、出生の時から氏名を有する権利及び国籍を取得する権利を有するものとし、また、できる限りその父母を知りかつその父母によって養育される権利を有することが規定されている。

#### 第9条
- 第1項 締約国は、児童がその父母の意思に反してその父母から分離されないことを確保する。ただし、権限のある当局が司法の審査に従うことを条件として適用のある法律及び手続に従いその分離が児童の最善の利益のために必要であると決定する場合は、この限りでない。このような決定は、父母が児童を虐待し若しくは放置する場合又は父母が別居しており児童の居住地を決定しなければならない場合のような特定の場合において必要となることがある。
- 第2項 すべての関係当事者は、1の規定に基づくいかなる手続においても、その手続に参加しかつ自己の意見を述べる機会を有する。
- 第3項 締約国は、児童の最善の利益に反する場合を除くほか、父母の一方又は双方から分離されている児童が定期的に父母のいずれとも人的な関係及び直接の接触を維持する権利を尊重する。
- 第4項 3の分離が、締約国がとった父母の一方若しくは双方又は児童の抑留、拘禁、追放、退去強制、死亡（その者が当該締約国により身体を拘束されている間に何らかの理由により生じた死亡を含む。）等のいずれかの措置に基づく場合には、当該締約国は、要請に応じ、父母、児童又は適当な場合には家族の他の構成員に対し、家族のうち不在となっている者の所在に関する重要な情報を提供する。ただし、その情報の提供が児童の福祉を害する場合は、この限りでない。締約国は、更に、その要請の提出自体が関係者に悪影響を及ぼさないことを確保する。

#### 第10条
- 第1項 前条1の規定に基づく締約国の義務に従い、家族の再統合を目的とする児童又はその父母による締約国への入国又は締約国からの出国の申請については、締約国が積極的、人道的かつ迅速な方法で取り扱う。締約国は、更に、その申請の提出が申請者及びその家族の構成員に悪影響を及ぼさないことを確保する。
- 第2項 父母と異なる国に居住する児童は、例外的な事情がある場合を除くほか定期的に父母との人的な関係及び直接の接触を維持する権利を有する。このため、前条1の規定に基づく締約国の義務に従い、締約国は、児童及びその父母がいずれの国（自国を含む。）からも出国し、かつ、自国に入国する権利を尊重する。出国する権利は、法律で定められ、国の安全、公の秩序、公衆の健康若しくは道徳又は他の者の権利及び自由を保護するために必要であり、かつ、この条約において認められる他の権利と両立する制限にのみ従う。

#### 第11条
- 第1項 締約国は、児童が不法に国外へ移送されることを防止し及び国外から帰還することができない事態を除去するための措置を講ずる。
- 第2項 このため、締約国は、二国間若しくは多数国間の協定の締結又は現行の協定への加入を促進する。